# Morro do Capão Doce
Morro do Capão Doce är en kulle i Brasilien.   Den ligger i kommunen Água Doce och delstaten Santa Catarina, i den södra delen av landet, 1 300 km söder om huvudstaden Brasília. Toppen på Morro do Capão Doce är 1 306 meter över havet, eller 10 meter över den omgivande terrängen. Bredden vid basen är 0,53 km.
Terrängen runt Morro do Capão Doce är kuperad österut, men västerut är den platt. Runt Morro do Capão Doce är det mycket glesbefolkat, med 6 invånare per kvadratkilometer.. Det finns inga samhällen i närheten.
I omgivningarna runt Morro do Capão Doce växer i huvudsak städsegrön lövskog.